# Citernes de La Malga
Les citernes de La Malga ou citernes de La Mâalga sont un ensemble de citernes figurant parmi certains des éléments les plus impressionnants du site archéologique de Carthage en Tunisie. Il s'agit de l'un des ensembles les mieux conservés de l'époque romaine et le plus grand en capacité.
D'une contenance de 50 à 60 000 m3, ces citernes, prévues initialement pour recueillir l'eau de pluie, étaient chargées, à partir de 131 de recevoir l'eau provenant d'une branche de l'aqueduc de Zaghouan, branche dont le tracé précis reste à étudier. Elles alimentaient Carthage, la ville la plus importante de l'Afrique romaine au Haut-Empire et, en particulier, l'ensemble des thermes d'Antonin.
Elles sont classées comme partie du site de Carthage sur la liste du patrimoine mondial de l'Unesco. Le 17 février 2012, le gouvernement tunisien propose le complexe hydraulique romain de Zaghouan-Carthage dont elles font partie pour un futur classement sur la liste du patrimoine mondial.

## Histoire

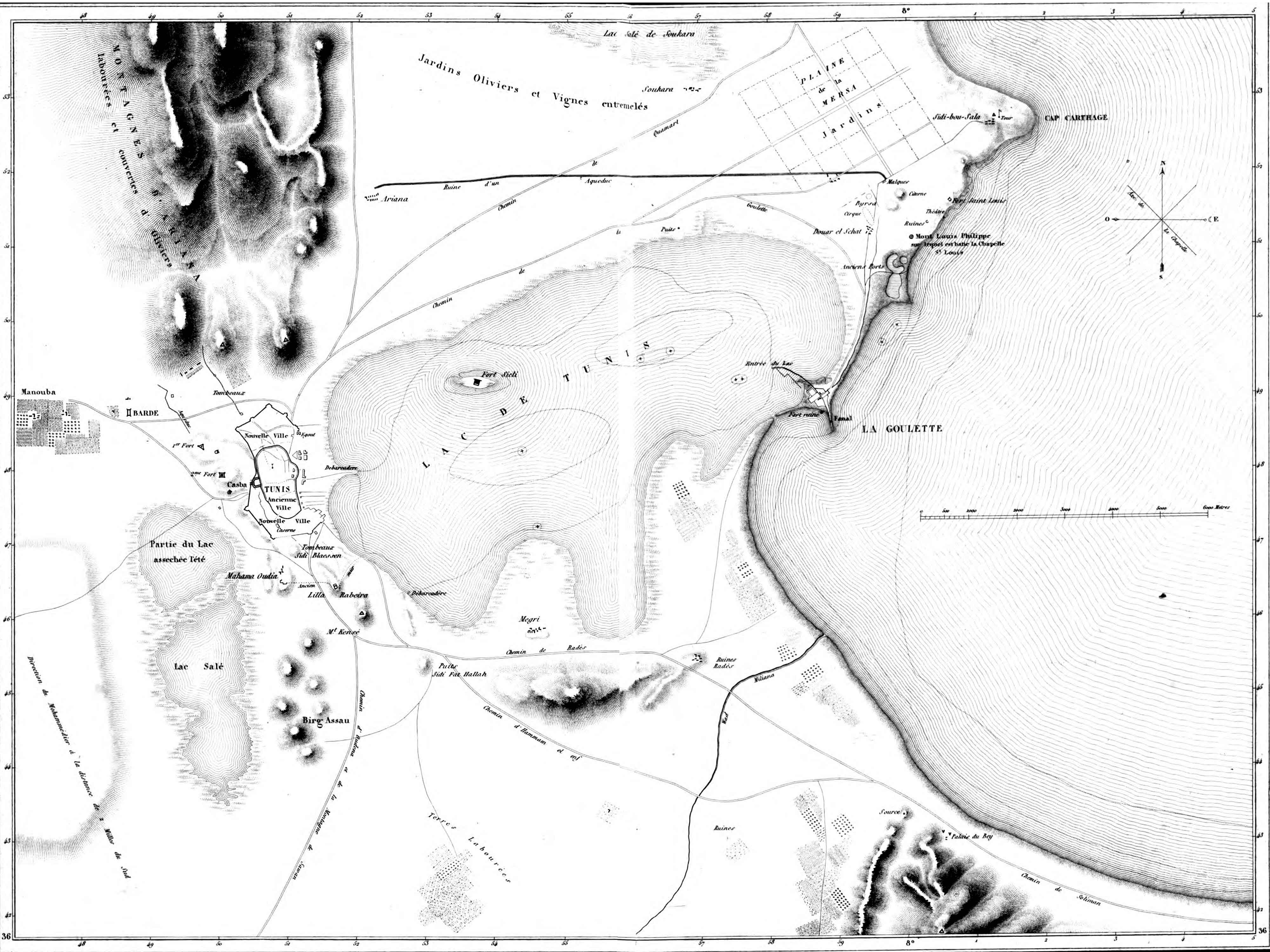
Tracé des ruines de l'aqueduc (1838).

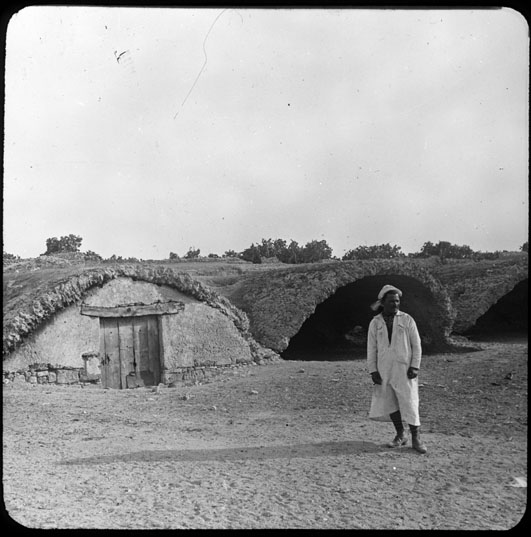
Photographie ancienne d'une citerne aménagée.

Au nord de la ville, à la lisière de l'ancienne cité phénicienne puis romaine, se situent de vastes citernes relativement bien conservées. Elles n'étaient pas les seules à Carthage puisque de grandes citernes ont existé par ailleurs : les « bassins d'Hamilcar » mais aussi celles localisées sur la colline de Bordj Djedid.
À partir du Moyen Âge, les citernes furent utilisées comme logis de fortune, étables, granges ou caves par les populations locales, et encore tardivement au XXe siècle. Cette occupation a freiné longtemps l'étude scientifique du complexe.
Selon Al Idrissi, le nombre de citernes s'élève à 24 sur une seule ligne, la longueur de chacune d'elles étant de 130 pas et sa largeur de 26, une largeur jugée trop importante par Henri Saladin. Selon Christian Tuxen Falbe, il s'agit de quinze citernes de 430 pieds de largeur avec, un peu à l'ouest, quatre ruines de citernes ; chacun de ces 19 bassins a une longueur de 300 pieds.
En 1888, l'une des citernes est restaurée et l'on pose une canalisation en fonte pour y conduire les eaux de l'aqueduc de Zaghouan qui dessert à nouveau Tunis depuis 1861. L'eau du djebel Zaghouan alimente La Goulette et La Marsa ainsi que les villages et les villas qui occupent, en cette fin de XIXe siècle, l'emplacement de Carthage et de sa banlieue.
La mise en valeur du site, à l'état de conservation exceptionnel, ainsi que la mise en place d'un espace muséographique qui lui est consacré, est en projet sans qu'il soit aisé d'obtenir des informations à ce sujet.

## Description
L'ensemble des citernes a une forme rectangulaire de 127 mètres sur 102, couvrant 12 945 m2. Chaque citerne est composée d'un compartiment voûté de 102 mètres de long, 7,4 mètres de large et sept mètres de hauteur (sans la voûte) d'une capacité totale de 60 000 m3. Les compartiments dégagés sont au nombre de quinze, disposés de façon parallèle.
Chaque voûte est percée par une dizaine d'ouvertures circulaires. Une citerne de répartition alignée perpendiculairement alimente les autres citernes ; le long de la citerne de répartition, un aqueduc, branche de celui de Zaghouan, l'alimente en eau par des ouvertures latérales.
La présence de nombreuses ouvertures circulaires surmontant la voûte de chaque citerne laisse à penser qu'il s'agit d'ouvertures d'évacuation du trop plein ou de collecte d'eau. Toutefois, il est probable que ces citernes aient été surmontées par un autre niveau d'édifices de collecte rappelant les réservoirs gallo-romains à double niveau. 
Les grandes citernes étaient reliées au vaste complexe des thermes d'Antonin par des canalisations surtout souterraines utilisant la forte déclivité du terrain.
Dans l'environnement immédiat des citernes se trouvaient d'autres éléments : le cimetière dit des officiales, la villa de Scorpianus et des mausolées dont l'un a été restitué dans une salle spéciale au sein du musée national du Bardo.

Plan des citernes.
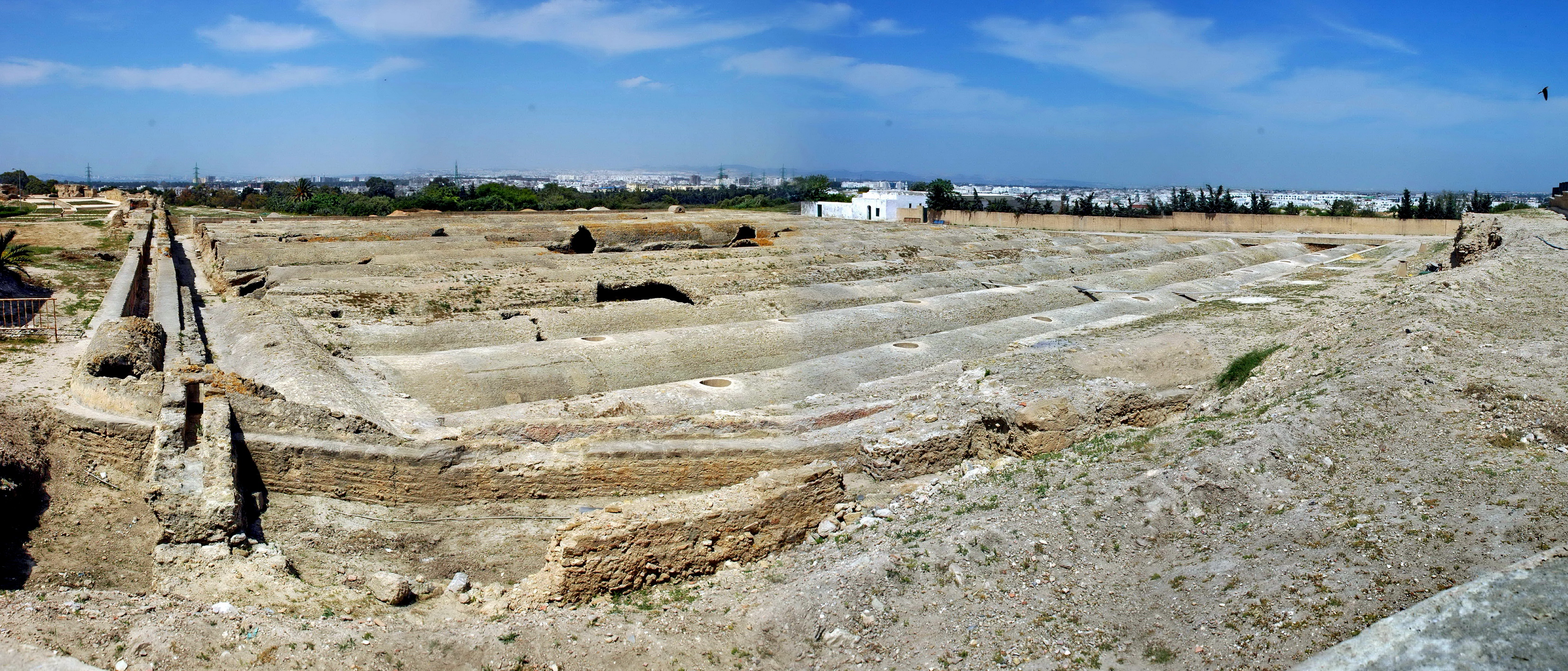
Vue générale sur les citernes.
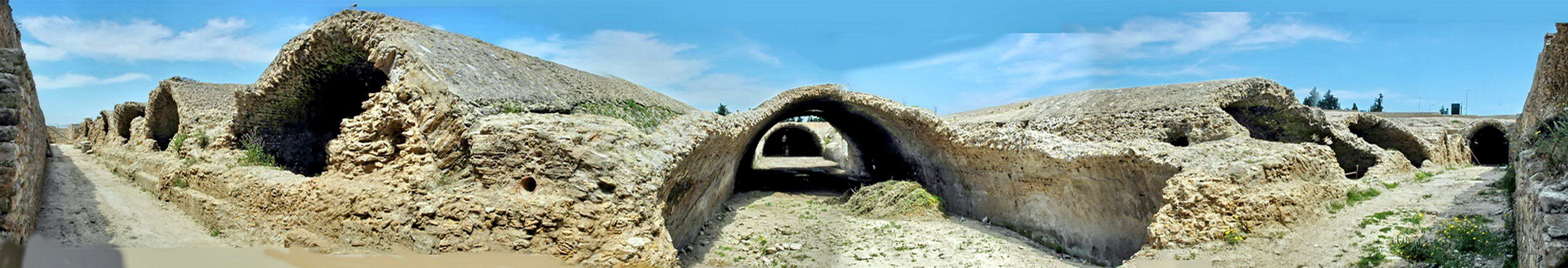
Panorama parmi les citernes.
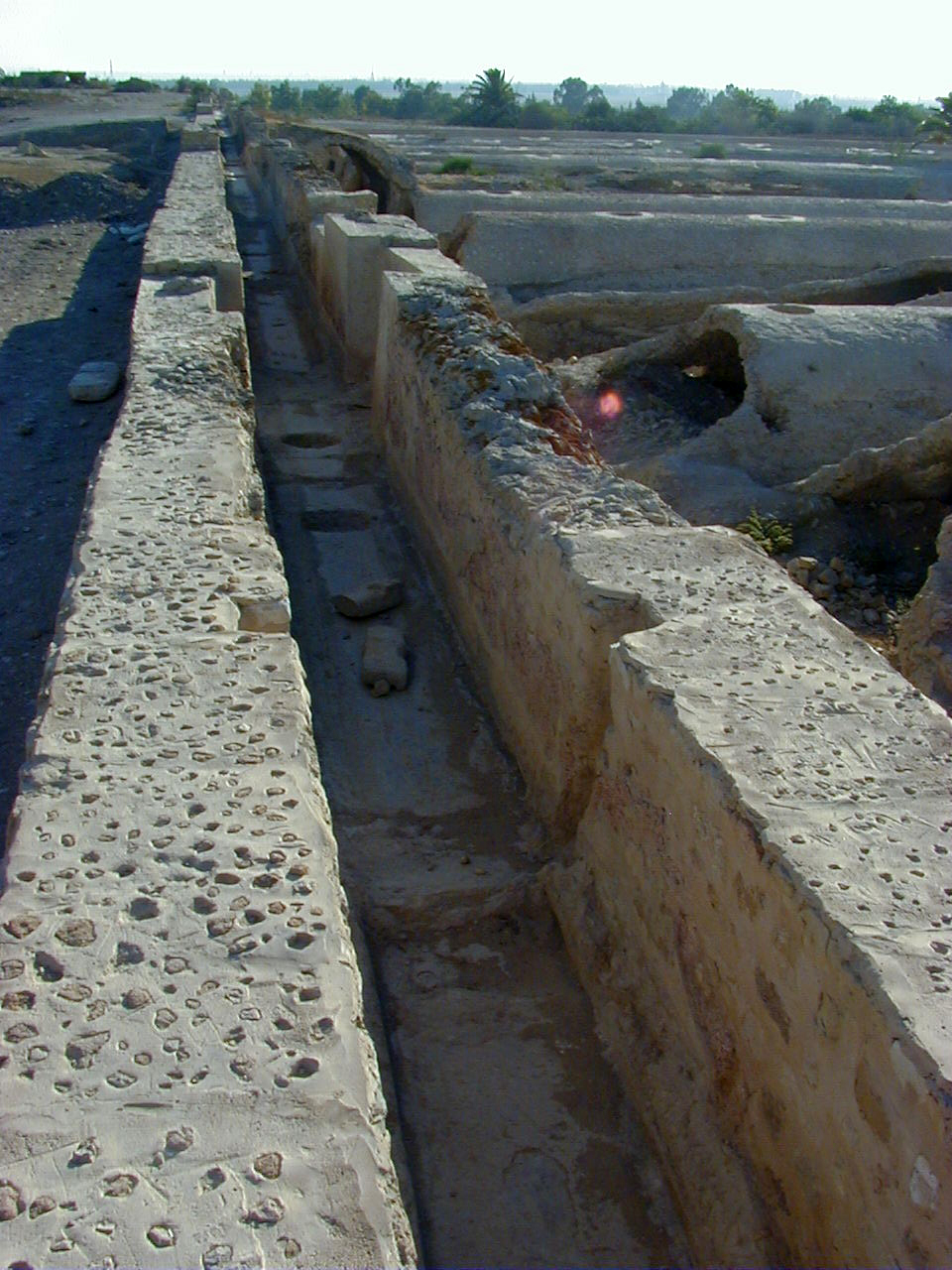
Vue sur une canalisation de répartition de l'eau de l'aqueduc vers les citernes.
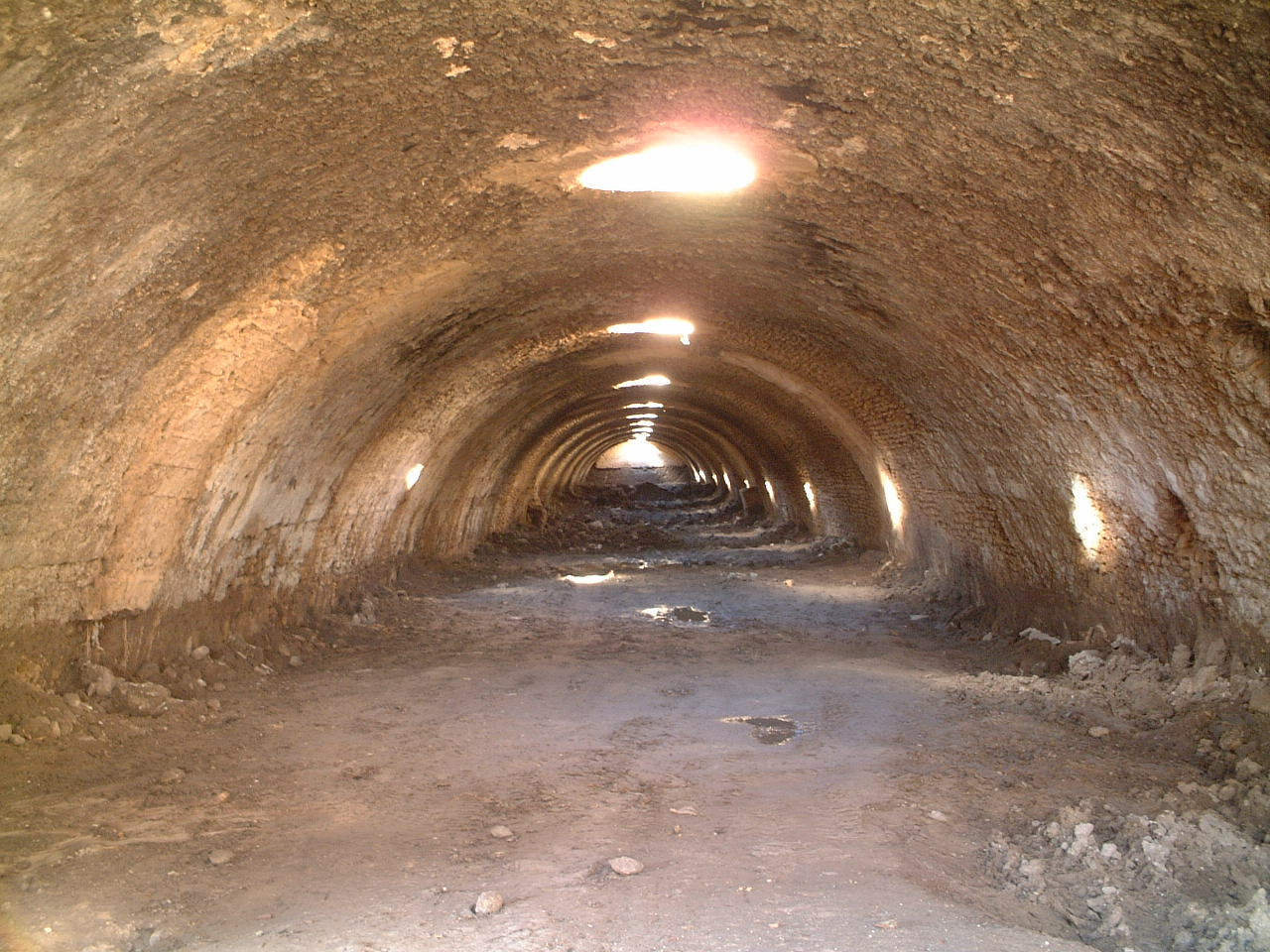
Intérieur de l'une des citernes.
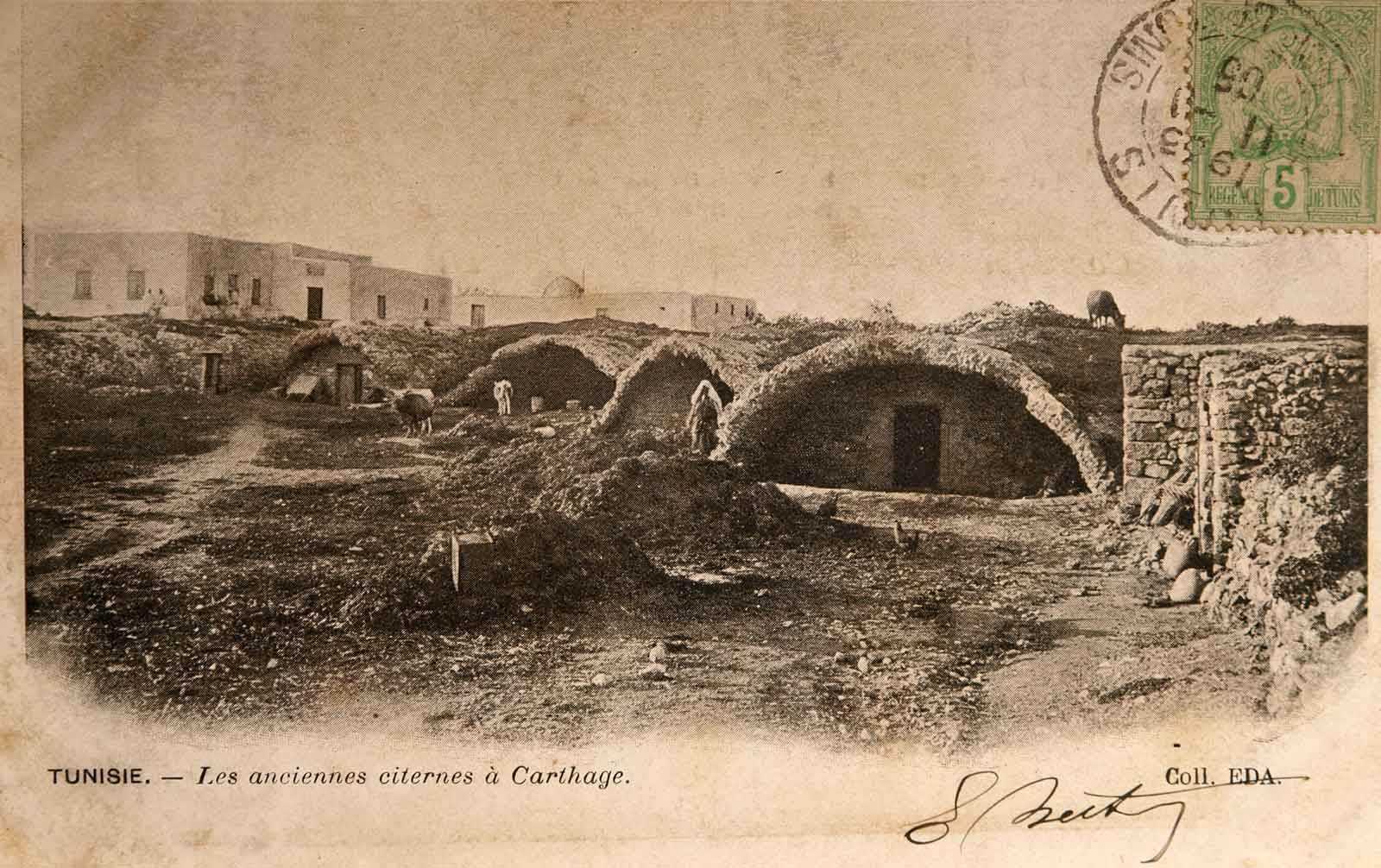
Vue ancienne du hameau.